# Tanycoryphus cilicornis
Tanycoryphus cilicornis är en stekelart som först beskrevs av Cameron 1911.  Tanycoryphus cilicornis ingår i släktet Tanycoryphus och familjen bredlårsteklar. Inga underarter finns listade i Catalogue of Life.